# Juan Alfonso de Baena
Juan Alfonso de Baena (Baena, 1375 – 1434) è stato uno scrittore spagnolo.
Marrano, fu scrivano alla corte di Giovanni I di Castiglia e di Enrico III di Castiglia. È ricordato per il Cancionero de Baena, una raccolta di composizioni e versi di vari poeti marrani.